# イケてるハーツ
イケてるハーツは、2014年9月7日から2023年1月21日まで活動した日本の女性アイドルグループである。
コンセプトは「ネガティブなハートを『歌』と『ダンス』と『元気な笑顔』で『イケてるハート』へとポジティブ変換してもらうこと」。
グループの自己紹介は「キミのハートをポジティブ変換！イケてるハーツです！」

## 概要
2014年
- 2月14日、MAGES.の新規アイドルプロジェクト「Stand-Up! Project」、アイドルオーディションを全国募集開始[1]。
- 5月17日、「Stand-Up! Project」オーディション合格者のうち22名がTOKYO DOME CITY HALLでのアフィリア・サーガ全国ツアー『ヴィーナスと蒼き七つの海』最終公演にて「Stand-Up!候補生」としてお披露目される[2]。
- 7月29日、「Stand-Up! Project」研究生の名称を「Stand-Up!Hearts」と発表[3]。
- 9月7日、アフィリア・サーガ『TSUTAYA on IDOL presents12thシングルプレミアムライブ！「マジカル☆エクスプレス☆ジャーニー」』のオープニングアクトにてライブデビュー。

2015年
- 7月2日 - 5日、初の海外公演としてフランスJapan Expoに出演。ライブ11ステージに加え、メインステージでのファッションショーに参加[4]。
- 9月7日、TSUTAYA O-WESTにて開催された初の主催ライブ「Stand-Up! Hearts　一周年記念ライブ」において研究生からアイドルユニットへの昇格と2016年のメジャーCDデビューを発表[5]。
- 11月21日、アフィリア・サーガ「Embrace Blade」キャンペーンにて、12月よりのユニット名改名と、2016年発売のメジャーデビューシングル「Let's Stand Up!」の詳細を発表[6][7]。
- 11月27日 - 29日、二度目の海外公演としてアニメ・フェスティバル・アジアシンガポール2015に出演。
- 12月1日、『イケてるハーツ』にユニット名改名[6][7]。

2016年
- 2月10日、1stシングル『Let's Stand Up!』にてメジャーデビュー。メンバーは新ユウユ、虹香、宇咲美まどか、内田琴音、越智かりん、橘莉衣、舞波和音、由良乃ゆの の8名。オリコン週間ランキング8位(2016年2月22日付)、デイリー7位(2016年2月9日付)獲得。
- 9月30日 - 2日、IDOLidge Carnival in TAIPEI 出演。初となる台湾公演。
- 11月2日、定期公演にて、3rdシングル「ルミカジェーン」と、ペンライトメーカー・株式会社ルミカの公式コラボを発表。
- 11月25日 - 27日、二年連続のアニメ・フェスティバル・アジアシンガポール2016に出演。

2017年
- 1月9日、1stワンマンライブ「〜Heart Warming Night」開催。
- 6月7日、由良乃ゆのが卒業し、7名体制になる[8]。
- 8月19日、初の東名阪ツアー最終日に新メンバー 今井あき、愛瀬りさこ、城木玲亜、小泉椎香 の4名を発表し9月7日に正式加入、11名での新体制となる[9]。
- 同時にクリエイティブディレクターとして志倉千代丸とTom-H@ck・プロデューサーに元アフィリア・サーガのユカフィンの登用を発表。
- 11月23日、『イケてるハーツ&純情のアフィリア2マンライブ』にて2代目リーダーに虹香、サブリーダーに内田琴音がそれぞれ就任することが発表。

2018年
- 3月18日、『イケてるハーツ 3rdワンマンライブ東名阪ツアー～LOVE♡LOVE♡LOVE～』、東京(O-WEST)を皮切りに大阪(FANJ twice)、名古屋(ell.FITS ALL)にて開催された[10]。
- 10月13日、『イケてるハーツの挑戦状！ vs 純情のアフィリア』(新宿ReNY)にて、純情のアフィリアに勝利、楽曲制作が決定[11]、同日開催の『イケてるハーツ スペシャルライブ ～PartyTuneDISCOTHEQUE 4』にて新メンバー黒宮あろま加入を発表したが、12月12日 黒宮本人希望により活動辞退と発表[12]。
- 12月21日、『新ユウユ・舞波和音 卒業公演 〜新たなる舞台へ〜』（渋谷WWW X）にて、新及び舞波が卒業し、9人体制となる。

2019年
- 10月31日、Shibuya CROSS FMでのレギュラーラジオ「イケてるハーツの『TAKE UR HEARTs』」にて新メンバー 藤咲雫、柚木菜花 の2名を発表し、11月12日にソフマップAKIBA１号店にて開催のイベントから正式加入、11人体制となる[13]。

2020年
- 1月11日、「イケてるハーツワンマンライブ『内田琴音・越智かりん　卒業ライブ』」(新宿BLAZE)にて、内田及び越智が卒業し、9人体制となる。
- 12月19日、ダンスホール新世紀にて虹香卒業公演開催[14][15][16][17][18]、8人体制となる。

2021年
- 2月14日、7ヶ月連続ワンマン「7 TRIGGERs to the Destiny」西川口Heartsで行われた昼公演にて、新メンバー候補生 加山三稀、鈴木ことね、熊本美和[注 1]、南いちご、神志那るき、山口みみ、佐咲芙香 を3月21日「2ndTRIGGER」公演でお披露目と発表。夜公演にて今井あき卒業、7人体制となる。
- 5月23日、「4thTRIGGER」公演で候補生 神志那るき 辞退発表[19]。5月31日、公式より候補生辞退者 神志那るき、鈴木ことね、山口みみ が同日付けで活動終了の発表がなされ[20]、渋谷REXで開催の「Risako Aise Graduation Live」をもって愛瀬りさこ卒業[21]、6人体制となる。
- 8月14日、新宿ReNYで行われた「7thTRIGGER」公演でニューシングルと新メンバー加山三稀、南いちご、熊本美和を発表[注 2]、また9月11日の7周年記念公演は全曲新体制9人ライブとなることが発表された[22]。公演終了直後には辞退となった佐咲本人からもツイートされた[23]。

2022年
- 7月26日、「週刊SPA!×TIF2022水着でアイドル頂上決戦」において城木玲亜がグループ代表として選出[24]。週刊SPA!（同年8月9日号）にてグラビアが掲載される[24]。
- 9月2日、今冬をもって解散することを発表[25][26][27]。

2023年
- 1月21日、日本橋三井ホールにてラストライブ「イケてるハーツ ファイナルライブ」を開催し解散[28]。

## 閑話
- カフェ&レストラン「アフィリアグループ」の店舗、池袋店、上野店、六本木店、新宿店、秋葉原店（旧所属店舗・名古屋店、梅田店含む）に所属しているメンバーがいる。出勤情報はTwitterなどでも公開される。
- 店舗所属のメンバーは誕生日前後に行われる「BD（バースデー）エンカウント」、入学日の前後に行われる「◯周年エンカウント」、ハーツメンバーで行う「ハーツエンカウント」といった店舗イベントを行うこともある。
- 1期生は、新ユウユだけは「Stand-Up! Project」募集開始以前から所属し、合格発表前の所属者は橘莉衣がいる。その他の1期生は合格発表以降にアフィリアグループに所属、2期生は全て加入発表前から店舗所属である。3期生の藤咲雫は、2016年12月16日まで上野店に所属していた。
- 2015年12月13日にデビュー曲を披露するまでは、オリジナル楽曲がなかったため志倉千代丸が過去に手がけた曲のカヴァーを中心にライブを行っていた。
- 2016年3月10日に、Tokyo Girls' Update の開催した　海外のファン向けチャットには、6カ国（フランス、シンガポール、マレーシア、アメリカ合衆国、オーストラリア、香港）のファンが参加[29]。
- 「Let’s stand up!」「シュリンプガール」「ORIGAMI」を始めとした多くの楽曲の振り付けをキャナァーリ倶楽部の高田あゆみが担当。
- 1stアルバムの収録曲「Happy Day = Beautiful Day」の振り付けは元宝塚歌劇団の汐月しゅうが担当[30]。7thシングルの「Sparkle☆Power」の振り付けはラッキィ池田が担当[31]。

## メンバー

### 解散時のメンバー
| 名前         | よみ            | 愛称                   | メンバーカラー             | 生年月日 | 血液型 | 身長  | 出身   | キャスト名・所属                                                                 | Twitter          | Instagram        | 備考 |
| ------------ | --------------- | ---------------------- | -------------------------- | -------- | ------ | ----- | ------ | -------------------------------------------------------------------------------- | ---------------- | ---------------- | --- |
| 橘莉衣       | たちばな りえ   | りっちゃん             | オレンジ                   | 5月20日  | O型    | 162cm | 埼玉県 | リエ・ニャル・ウォルドーフ (池袋アフィリア・グランドロッジ所属 2014年4月20日 - ) | @riichan_standup | tachibanarie_is_ | 一期生 |
| 宇咲美まどか | うさみ まどか   | まどりん               | ピンク                     | 2月4日   | A型    | 158cm | 埼玉県 | マドカ (池袋アフィリア・グランドロッジ所属 2015年11月10日 - )                    | @__mdrin         | __madrin         | 一期生 |
| 城木玲亜     | しろき れいあ   | れいあ                 | ライトブルー               | 12月7日  | B型    | 155cm | 福岡県 | レイア・R・ルーア (六本木アフィリア・スターズ所属)                               | @leia_shiroki    | leia_shiroki     | 二期生。 2017年9月7日加入。                                                                                                |
| 小泉椎香     | こいずみ しいか | しいかてん             | てんしホワイト             | 3月17日  | O型    | 148cm | 東京都 | シイカ・M・ラペーシュ (秋葉原アフィリア・クロニクルS所属)                        | @koizumi_shiika  | koizumi_shiika   | 二期生。 2017年9月7日加入。                                                                                                |
| 藤咲雫       | ふじさき しずく | しずしず               | ヴァンパイアヴァイオレット | 1月16日  | B型    | 153cm | 山梨県 | シズク・テディタビーズ (上野アフィリア・シェリーズ所属 2019年11月15日 - )        | @iketeru_sizuku  | iketeru_sizuku   | 三期生。 2019年11月12日加入。                                                                                              |
| 柚木菜花     | ゆずき ななは   | ななは、なーは         | 菜の花イエロー             | 11月27日 | B型    | 151cm | 東京都 | -                                                                                | @iketeru_yuzuki  | iketeru_yuzuki   | 三期生。 2019年11月12日加入。                                                                                              |
| 加山三稀     | かやまみつき    | みつきちゃん、つっきー | 藍ブラック                 | 1月16日  | AB型   | 152cm | 鳥取県 | -                                                                                | @iketeru_mitsuki | @mitsuki0o0tsuki | 四期生。元ポポロコネクト 2021年2月14日 候補生として発表 2021年8月14日 新メンバーとして発表 現RiNCENT♯                      |
| 熊本美和     | くまもとみわ    | みいちゃん             | ストライクレッド           | 5月10日  | B型    | 154cm | 島根県 | (Akihabaraバックステ↔︎ジpass1期生)                                                | @iketeru_miwa    | @kumamotomiwa    | 四期生。元バクステ外神田一丁目 2021年2月14日 候補生として発表 2021年8月14日 新メンバーとして発表 Pリーガー 現Baby'z Breath |
| 南いちご     | みなみいちご    | いちごん               | いちごいろ                 | 4月2日   | O型    | 156cm | 茨城県 | イチゴ・P・フロマージュ (アフィリア・スターズ所属)                               | @iketeru_ichigo  | @ichigo_d6       | 四期生。 2021年2月14日 候補生として発表 2021年8月14日 新メンバーとして発表 現Baby'z Breath                                 |

### イケてるハーツとして活動した元メンバー
| 名前       | よみ          | 愛称                                   | メンバーカラー       | キャスト名・所属                                                                         | 備考 |
| ---------- | ------------- | -------------------------------------- | -------------------- | ---------------------------------------------------------------------------------------- | --- |
| 由良乃ゆの | ゆらの ゆの   | ゆのちゃん、ゆの                       | 水色                 | ナノ(上野アフィリア・シェリーズ所属 2014年 - )                                           | 一期生 2017年6月7日、腰の持病の治療に専念する為、卒業。 |
| 新ユウユ   | あらた ゆうゆ | ゆゆしむ                               | ブルー               | ユウユ・シュ・マローネ (上野アフィリア・シェリーズ所属 2010年5月8日 - 2019年4月21日)     | 一期生、初代リーダー(2016年1月1日 - 2017年11月23日)。 DEEP GIRLとしても活動。YouTuber、DMM英会話公認大使。2018年12月21日卒業。 卒業後は「YouTuber×ブロガー『ユウユ』」、浅草千束「ゆうゆの家」経営。 |
| 舞波和音   | まなみ かずね | まなみぃ、まなさん                     | お米ホワイト         | マナミィ・ハーモニーチェ (上野アフィリア・シェリーズ所属 2014年7月15日 - 2018年12月19日) | 一期生。裁縫が得意で、衣装や小物などをよく自作している。 2018年12月21日卒業。 |
| 内田琴音   | うちだ ことね | こと姉(ことねぇ)                       | ミステリアスパープル | コトネ・ミューズ・ビーツ (六本木アフィリア・スターズ所属 2014年8月3日 - )                | 一期生、サブリーダー(2017年11月23日 - 2020年1月11日)。 2020年1月11日卒業。 |
| 越智かりん | おち かりん   | おちちゃん、きゃりん、りんりん、こりん | ビタミンイエロー     | カリン・ザ・ワールド (新宿アフィリア・アスタリスク所属 2017年5月8日 - 2020年1月4日)      | 一期生。『アイドルジェネレーションお正月SP』「お正月にまつわる折り紙選手権」優勝(2016年元日放送)。 2020年1月11日卒業。 卒業後は新宿歌舞伎町「SEKAIDE1BAR」店長。                                     |
| 虹香       | にじか        | にじちゃん、にーちゃん、にーたそ       | レッド               | -                                                                                        | 一期生、グループ最年少。 2代目リーダー(2017年11月23日 - )。 2020年12月19日卒業。 |
| 今井あき   | いまい あき   | ちゃんあき                             | ローズレッド         | アキ・K・ブランドー (名古屋アフィリア・ダイニング →秋葉原アフィリア・クロニクルS所属)    | 二期生、2017年9月7日加入。中学生の頃に愛知県に移住。 2021年2月14日卒業。 |
| 愛瀬りさこ | あいせ りさこ | じゅてこ                               | ゴールドグリーン     | リサコ・ジュテーム (梅田アフィリア・エゴイスト →新宿アフィリア・アスタリスク所属)        | 二期生。2017年9月7日加入。2021年5月31日卒業。 |

### Stand-Up!Hearts(研究生)時代に活動した元メンバー
| 名前       | キャスト名・所属                                                                      | 備考                                                                                         |
| ---------- | ------------------------------------------------------------------------------------- | -------------------------------------------------------------------------------------------- |
| 守山菫     | スミレ・ミュー(池袋アフィリア・グランドロッジ所属 - 2016年3月)                        | 正規アイドルユニット昇格後、2015年10月31日まで所属                                           |
| 成瀬桃子   | モモコ・リトルベリー(新宿アフィリア・アスタリスク所属)                                | 2015年7月18日、アフィリア・サーガ(現純情のアフィリア)に加入 同年9月7日 Stand-Up!Heartsを卒業 |
| 天音       | アマネ・ミィ・ティアラ(池袋アフィリア・グランドロッジ - 2015年11月7日)                |                                                                                              |
| 天海るか   | ルカ・リリー・グローリー(六本木アフィリア・スターズ - 2016年3月19日)                  |                                                                                              |
| 有澤萌々   |                                                                                       |                                                                                              |
| 一ノ瀬朝音 | ケロル・ヒールレイン(新宿アフィリア・アスタリスク - 2018年3月17日)                    |                                                                                              |
| 倉木碧     |                                                                                       |                                                                                              |
| 涼川ましろ | マシロ(池袋店→新宿店→大宮店 - 2016年12月22日)                                         | DEEP GIRLとしても活動。2015年10月脱退。のちのアイドルユニットCY8ERのましろ。                 |
| 高峰ゆいり | ユイリ・シュヴァリエ(上野アフィリア・シェリーズ所属）                                 |                                                                                              |
| 矢倉めぐみ | メグミ・レイ・エトワール(六本木アフィリア・スターズ - 時期不明)                       |                                                                                              |
| 天羽ちひろ | チィ・プリュム・ド・ランジュ(六本木アフィリア・スターズ 2015年4月5日 - 2015年6月)     | 2015年3月20日脱退                                                                            |
| 久綱みる   | ミル・アンリオン(新宿アフィリア・アスタリスク - 2015年6月7日、大宮店 2016年4月3日 - ) | 2015年3月20日脱退                                                                            |
| 絢瀬かのん | カノン(池袋アフィリア・グランドロッジ - 2015年3月1日）                                | DEEP GIRLとしても活動。2015年1月30日脱退。現在は女優の絹井カオリ。                           |
| 和崎菜々美 |                                                                                       | 元よしもとグラビアエージェンシー。2015年1月30日脱退                                          |

### イケてるハーツ候補生として活動したメンバー
| 名前                        | 愛称             | 備考                                                                             |
| --------------------------- | ---------------- | -------------------------------------------------------------------------------- |
| 鈴木ことね （すずきことね） | こっとん         | 元FES☆TIVE、おやすみセカイ 2021年2月14日 候補生として発表 2021年5月31日 活動辞退 |
| 神志那るき （こうじなるき） | るき、るう       | 2021年2月14日 候補生として発表 2021年5月31日 活動辞退                            |
| 山口みみ （やまぐちみみ）   | みみ、みみちゃん | 2021年2月14日 候補生として発表 2021年5月31日 活動辞退                            |
| 佐咲芙香 （ささきふうか）   | ふうちゃん       | 現バクステ外神田一丁目 2021年2月14日 候補生として発表 2021年8月14日 活動辞退     |

## 作品

### シングル
※順位はオリコンランキング最高位。
Stand-Up! Records

### アルバム
※順位はオリコンランキング最高位。
Stand-Up! Records

### 映像作品
| 発売日         | タイトル                                               | 規格品番            | 備考                                                          |
| -------------- | ------------------------------------------------------ | ------------------- | ------------------------------------------------------------- |
| 2017年11月11日 | イケてるハーツ1stワンマンライブ「Heart Warming Night」 | USSW-50019（DVD）   |                                                               |
| 2018年 5月 9日 | 時空警察SIG-RAIDER                                     | FPBD-0460（DVD+CD） | 2018年1月31日〜2月4日にて公演された舞台「時空警察SIG-RAIDER」 |
| 2021年 4月14日 | イケてるハーツ ワンマンライブ〜6周年記念ライブ〜       | USSW-50054（DVD）   | 昼夜両公演をDVD2枚組収録 ワンマンライブ会場で先行販売         |

### タイアップ
| 年     | 楽曲               | タイアップ |
| ------ | ------------------ | --- |
| 2016年 | ハッピーエンド     | PS4／PS Vita用ソフト『パンチライン』エンディングテーマ |
| 2016年 | ルミカジェーン     | テレビ愛知 「アイドル応援バラエティ 千原せいじのバズ✩ドルwith松井玲奈 」 11月度エンディングテーマ TBS系「有田ジェネレーション」11月度エンディングテーマ テレビ埼玉「HOT WAVE」11月度エンディングテーマ |
| 2016年 | 罪証のルシファー   | PS4／PS Vita用ソフト『CHAOS;CHILD らぶchu☆chu!!』エンディングテーマ |
| 2018年 | ロゼッタ・ストーン | テレビアニメ「ミイラの飼い方」エンディングテーマ |
| 2019年 | Sparkle☆Power      | テレビアニメ「ぱすてるメモリーズ」エンディングテーマ |

### 参加作品
アニソンMIXラボラトリー ～セカンド レポート～「めいあいへるぷゆー?」(歌：天音、虹香、舞波和音)
ミラクルガールズフェスティバル (2015年12月17日発売、PlayStation Vita用ゲームソフト)モーションアクター：内田琴音

### カバー曲
| タイトル                      | 作詞         | 作曲       | 編曲       | 原曲歌唱者                                                        | 備考 |
| ----------------------------- | ------------ | ---------- | ---------- | ----------------------------------------------------------------- | --- |
| 空色デイズ （PandaBoY remix） | meg rock     | 齋藤真也   | PandaBoY   | アフィリア・サーガ ・イースト                                     | PandaBoY remix versionを使用 |
| NEXT STAGE                    | 桃井はるこ   | 桃井はるこ | 上野浩司   | アフィリア・サーガ                                                | PS Vita用ソフト 『神次元アイドル ネプテューヌPP』 オープニングテーマ                                                                                    |
| 天武の舞、暁の門              | 志倉千代丸   | 志倉千代丸 | 上野浩司   | KAORI                                                             | PS2用ソフト 『魂響 〜御霊送りの詩〜』 オープニングテーマ                                                                                                |
| Triangle Wave                 | 志倉千代丸   | 志倉千代丸 | 上野浩司   | 村田あゆみ                                                        | PS2用ソフト 『メモリーズオフ6 〜T-wave〜』 オープニングテーマ                                                                                           |
| はぴねす！                    | 志倉千代丸   | 志倉千代丸 | 上野浩司   | 村田あゆみ                                                        | テレビアニメ 『はぴねす!』 オープニングテーマ |
| Drawing Again                 | 志倉千代丸   | 志倉千代丸 | 磯江俊道   | 村田あゆみ                                                        | PS2用ソフト 『Memories Off 〜それから again〜』 オープニングテーマ                                                                                      |
| 蒼黒のスピカ                  | 志倉千代丸   | 志倉千代丸 | 村上純     | Velforest.                                                        | PS2用ソフト 『Myself ; Yourself それぞれのfinale』 オープニングテーマ                                                                                   |
| めいあいへるぷゆー？          | こだまさおり | 田中秀和   | 田中秀和   | 山神ルーシー(略) (茅野愛衣), 三好紗耶(中原麻衣), 千早恵(豊崎愛生) | テレビアニメ 『サーバント×サービス』 オープニングテーマ                                                                                                 |
| 教育的指導!                   | 桃井はるこ   | 桃井はるこ | 上野浩司   | アフィリア・サーガ ・イースト                                     | アフィリア・サーガ・イースト 3rdシングル 「放課後_ロマンス／教育的指導！」                                                                              |
| オペラファンタジア            | 志倉千代丸   | 志倉千代丸 | 磯江俊道   | momo-i                                                            | テレビアニメ 『PRISM ARK』 エンディングテーマ |
| ニーハイ・エゴイスト          | 志倉千代丸   | つんく     | 平田祥一郎 | アフィリア・サーガ ・イースト                                     | アフィリア・サーガ・イースト 5thシングル 「ニーハイ・エゴイスト」                                                                                       |
| ドキッ！ こういうのが恋なの？ | つんく       | つんく     | 高橋諭一   | えり〜な                                                          | 任天堂 ニンテンドーDSソフト 『リズム天国ゴールド』の ステージ「アイドル」に 歌「ドキッ!こういうのが恋なの?」収録）』 この曲のみ、虹香によるソロカヴァー |
| Jumping                       | 岩井紀子     | 神谷礼     | K-Muto     | アフィリア・サーガ                                                | アフィリア・サーガ 15thシングル 「Embrace Blade」 c/w                                                                                                   |

## 出演

### テレビ
- ウタ娘（テレ玉）
- アイドル応援バラエティ 千原せいじのバズ☆ドル（テレビ愛知）
- MIRAI系アイドルTV（TOKYO MX、サンテレビ）※YouTube公式チャンネルにて過去回をアップロード。

### 主催ライブ
- Stand-Up! Hearts 一周年記念ライブ（2015年9月7日、ゲスト：アフィリア・サーガ、TSUTAYA O-WEST）
- AKIBA Stand-Up! Nights 定期公演 Vol.1 （2016年4月28日、ゲスト：アフィリア・サーガ、AKIBAカルチャーズ劇場）
- AKIBA Stand-Up! Nights 定期公演 Vol.2（2016年5月31日、ゲスト：エラバレシ、AKIBAカルチャーズ劇場 ）
- AKIBA Stand-Up! Nights 定期公演 Vol.3（2016年6月21日、ゲスト：アフィリア・サーガ、AKIBAカルチャーズ劇場）
- AKIBA Stand-Up! Nights 定期公演 Vol.4（2016年7月19日 ゲスト：虹のコンキスタドール、AKIBAカルチャーズ劇場）
- AKIBA Stand-Up! Nights 定期公演 Vol.5（2016年8月23日、ゲスト：Chu☆Oh！Dolly、AKIBAカルチャーズ劇場）
- イケてるハーツ結成2周年記念主催ライブ（2016年9月7日、ゲスト：アフィリア・サーガ、エラバレシ、duo MUSIC EXCHANGE）
- AKIBA Stand-Up! Nights 定期公演 Vol.6（2016年9月19日、ゲスト：KNU、AKIBAカルチャーズ劇場）
- AKIBA Stand-Up! Nights 定期公演 Vol.7（2016年10月4日、ゲスト：Chu-Z、AKIBAカルチャーズ劇場）
- AKIBA Stand-Up! Nights 定期公演 Vol.8（2016年11月1日、ゲスト：sora tob sakana、AKIBAカルチャーズ劇場）
- AKIBA Stand-Up! Nights 定期公演 Vol.9（2016年12月13日、ゲスト：STARMARIE、AKIBAカルチャーズ劇場）
- 1stワンマンライブ〜Heart Warming Night（2017年1月9日、渋谷WWWX）
- AKIBA Stand-Up! Nights 定期公演 Vol.10（2017年2月7日、ゲスト：エラバレシTwinBoxGARAGE）
- AKIBA Stand-Up! Nights 定期公演 Vol.11（2017年3月7日、ゲスト：桃色革命、TwinBoxGARAGE）
- AKIBA Stand-Up! Nights 定期公演 Vol.12（2017年4月4日、ゲスト：東京CuteCute、TwinBoxGARAGE）
- AKIBA Stand-Up! Nights 定期公演 Vol.13（2017年5月2日、ゲスト：notall、TwinBoxGARAGE）
- AKIBA Stand-Up! Nights 定期公演 Vol.14（2017年6月6日、ゲスト：WiLL、TwinBoxGARAGE）
- 由良乃ゆの卒業公演（2017年6月7日、TSUTAYA O-Crest）
- 東名阪ツアー2017〜Dreaming love キミのもとへ〜（前哨戦）（2017年7月7日、TSUTAYA O-Crest）
- 東名阪ツアー2017〜Dreaming love キミのもとへ〜（2017年7月8日、梅田BananaHall）
- 東名阪ツアー2017〜Dreaming love キミのもとへ〜（2017年7月22日、名古屋E.L.L）
- 緊急集会「イケてるハーツ、純情のアフィリア」（2017年7月28日、渋谷WWWX）
- 東名阪ツアー2017〜Dreaming love キミのもとへ〜（2017年8月19日、duo MUSIC EXCHANGE）
- イケてるハーツ 結成3周年記念ライブ（2017年9月7日、TSUTAYA O-WEST）
- イケてるハーツ & 純情のアフィリア 2マンライブ（2017年11月23日、HEAVEN'S ROCK さいたま新都心 VJ-3）
- アフィリア魔法学院放送部 バレンタインライブ （2018年2月14日、文化放送メディアプラスホール）
- Stand-Up! Live〜Winter2018〜ピュアリーモンスター vs イケてるハーツ 無料 Live （2018年2月23日、LIQUIDROOM）
- Stand-Up! Live〜Winter2018〜 〜 Hello!!Again!公演 〜 （2018年2月23日、LIQUIDROOM）
- イケてるハーツ 3rdワンマンライブ東名阪ツアー～LOVE♡LOVE♡LOVE～（2018年03月18日、東京 TSUTAYA O-WEST）
- イケてるハーツ 3rdワンマンライブ東名阪ツアー～LOVE♡LOVE♡LOVE～（2018年03月21日、大阪 FANJ twice）
- イケてるハーツ 3rdワンマンライブ東名阪ツアー～LOVE♡LOVE♡LOVE～（2018年03月31日、名古屋 ell.FITS ALL）
- Stand-Up!LIVE ～ 2018 Spring～ （2018年4月24日、川崎クラブチッタ）
- イケてるハーツ GWスペシャル～PartyTuneDISCOTHEQUE〜（2018年5月1日、TSUTAYA O-Crest）
- イケてるハーツ スペシャルライブ ～PartyTuneDISCOTHEQUE2〜（2018年6月7日、TSUTAYA O-Crest）
- イケてるハーツ スペシャルライブ~Party Tune DISCOTHEQUE3~（2018年7月20日、TSUTAYA O-Crest）
- Stand-Up! Live 〜緊急集会・2018 Summer〜（2018年8月17日、渋谷WWW X）
- イケてるハーツ 4周年ライブ 〜でっかい目標を掲げていこう！決起集会！！〜（2018年9月7日、TSUTAYA O-WEST）
- Stand-Up! Live 〜2018 Autumn〜（2018年9月18日、川崎クラブチッタ）
- イケてるハーツの挑戦状！ vs 純情のアフィリア（2018年10月13日、新宿ReNY）
- イケてるハーツ スペシャルライブ ～PartyTuneDISCOTHEQUE 4〜（2018年10月13日、新宿ReNY）
- ソフマップ定期公演「Stand-Up!Theater」イケてるハーツ vol.1（2018年11月6日、ソフマップ劇場）
- ソフマップ定期公演「Stand-Up!Theater」イケてるハーツ vol.2（2018年12月5日、ソフマップ劇場）
- 新ユウユ・舞波和音 卒業公演 〜新たなる舞台へ〜 （2018年12月21日、渋谷WWW X）
- 年末スペシャル！Stand-Up! Live2018 渋谷フリーライブ！（2018年12月31日、パセラリゾーツ グランデ渋谷）
- ソフマップ定期公演「Stand-Up!Theater」イケてるハーツ vol.3（2019年1月8日、ソフマップ劇場）
- ソフマップ定期公演「Stand-Up!Theater」イケてるハーツ vol.4（2019年2月5日、ソフマップ劇場）
- ソフマップ定期公演「Stand-Up!Theater」イケてるハーツ vol.5（2019年3月12日、ソフマップ劇場）
- ソフマップ定期公演「Stand-Up!Theater」イケてるハーツ vol.6（2019年4月9日、ソフマップ劇場）
- ソフマップ定期公演「Stand-Up!Theater」イケてるハーツ vol.7（2019年5月7日、ソフマップ劇場）
- Partytune DISCOTHEQUE〜東名阪ツアー2019（2019年5月18日、梅田バナナホール）
- Partytune DISCOTHEQUE〜東名阪ツアー2019（2019年5月19日、名古屋SPADE）
- Partytune DISCOTHEQUE〜東名阪ツアー2019（2019年05月26日、新宿ReNY）
- ソフマップ定期公演「Stand-Up!Theater」イケてるハーツ vol.8（2019年6月18日、ソフマップ劇場）
- MIRAI 系アイドルライブ SP「イケてるハーツ定期公演」（2019年6月26日、AKIHABARAバックステージpass）
- ソフマップ定期公演「Stand-Up!Theater」イケてるハーツ vol.9（2019年7月16日、ソフマップ劇場）
- MIRAI 系アイドルライブ SP「イケてるハーツ定期公演」（2019年7月24日、AKIHABARAバックステージpass）
- ソフマップ定期公演「Stand-Up!Theater」イケてるハーツ vol.10（2019年8月13日、ソフマップ劇場）
- MIRAI 系アイドルライブ SP「イケてるハーツ定期公演」（2019年8月28日、AKIHABARAバックステージpass）
- イケてるハーツ主催ライブ（2019年9月8日、赤羽ReNY alpha）
- イケてるハーツ5周年ライブ（2019年9月8日、赤羽ReNY alpha）
- ソフマップ定期公演「Stand-Up!Theater」イケてるハーツ vol.11（2019年9月17日、ソフマップ劇場）
- MIRAI 系アイドルライブ SP「イケてるハーツ定期公演」（2019年9月24日、AKIHABARAバックステージpass）
- ソフマップ定期公演「Stand-Up!Theater」イケてるハーツ vol.12（2019年10月22日、ソフマップ劇場）
- MIRAI 系アイドルライブ SP「イケてるハーツ定期公演」（2019年10月23日、AKIHABARAバックステージpass）
- MIRAI 系アイドルライブ SP「イケてるハーツ定期公演」（2019年11月22日、AKIHABARAバックステージpass）
- イケてるハーツワンマンライブ（2019年12月14日、下北沢Garden）
- MIRAI 系アイドルライブ SP「イケてるハーツ定期公演」（2019年12月25日、AKIHABARAバックステージpass）
- 年末スペシャル！Stand-Up! Live2019 渋谷フリーライブ！（2019年12月31日、パセラリゾーツグランデ渋谷）
- 内田琴音・越智かりん 卒業ライブ〜世界で一番ミステリアスな恋〜 （2020年1月11日、新宿BLAZE）
- Acoustic Live「Let’s Sing!」-LEVEL1- （2020年1月26日、渋谷・GARRET udagawa）
- イケてるハーツ バレンタインライブ2020〜sweetな歌声を添えて〜 （2020年2月13日、渋谷・Studio Freedom）
- MIRAI 系アイドルライブ SP「イケてるハーツ」（2020年3月14日、AKIHABARAバックステージpass）
- イケてるハーツ6周年記念ライブ （2020年9月6日、赤羽ReNY alpha）
- Acoustic Live「Let’s Sing!」-LEVEL2- （2020年11月1日、西川口Hearts）
- 虹香 卒業記念3マンライブ〜虹香と愉快な仲間たち〜 （2020年12月19日、ダンスホール新世紀）
- 虹香 卒業ライブ〜虹はいつでも心の中に〜 （2020年12月19日、ダンスホール新世紀）
- イケてるハーツ7ヶ月連続ワンマンライブ 〜7 TRIGGERs to the Destiny〜
  - 1st TRIGGER 負けてたまるか！諦めない！宣言公演/今井あき卒業公演 （2021年2月14日、西川口Hearts）
  - 2nd TRIGGER 候補生初お披露目！ （2021年3月21日、西川口Hearts）
  - 3rd TRIGGER 人気楽曲発表！セレクト楽曲！公演！ （2021年4月18日、西川口Hearts）
  - 4th TRIGGER 新曲発表！新メンバー候補生ピックアップ！公演！ （2021年5月23日、西川口Hearts）
- Risako Aise Graduation Live （2021年5月31日、渋谷REX）
- イケてるハーツ 8周年記念ライブ （2022年9月7日、Veats SHIBUYA）
- イケてるハーツ ファイナルライブ （2023年1月21日、日本橋三井ホール）

### ライブ出演
- Live5pb.2014（2014年11月15日、TOKYO DOME CITY HALL）
- IDOL CONTENT EXPO @ 新宿BLAZE Vol.6（2014年11月21日、新宿BLAZE）
- Super★Premium vol.6（2015年5月23日、Zepp Nagoya）
- フランスJAPAN EXPO 2015 （2015年7月2日 - 5日、パリ・ノール・ヴィルパント会場）
- @JAM EXPO 2015（2015年8月29日、横浜アリーナ）
- 新星堂presents iPop Monthly Fes Vol.45（2015年9月26日、池袋サンシャインシティ噴水広場）
- アニメ・フェスティバル・アジアシンガポール2015（2015年11月27日 - 29日、サンテック・シンガポール国際会議展示場）
- TOKYO IDOL FES 2016（2016年8月5日、船の科学館エリア）
- IDOLidge Carnival in TAIPEI（2016年9月30日・10月1日、台湾杰克音樂、10月2日、花漾Hana展演空間）
- アニメ・フェスティバル・アジアシンガポール2016（2015年11月25日 - 27日、サンテック・シンガポール国際会議展示場）
- 日本女子プロ野球リーグ・アイドルサマーフェスティバル2018（2018年8月13日、京セラドーム大阪）[58]

### ラジオ
- アフィリア・サーガとイケてるハーツのハチャメチャラジオ！（2016年10月3日 - 12月26日 、FMうらやす）

出演：モエ・ミーレイ(アフィリア・サーガ)、橘莉衣（イケてるハーツ）
- THIS IS RADIO 2YOU （2018年12月1日 - 2019年3月30日、番組内コーナー「虹香の部屋」、Radio NEO）[59]。

出演：虹香

### インターネット放送
- イケてるハーツの「TAKE UR HEARTs」（2015年7月9日 - 、渋谷クロスFM）

動画にて配信、第126回放送分より、放送から一週間後に音声のみのアーカイブがYoutubeで更新されている。
毎週メンバーの中から4,5人が出演、メインパーソナリティはメンバーが交代で務める。
- てくはーっぽいやつ（LINE LIVE）

主に、てくはーの配信ができない週に行われるLINE LIVE。
- 「私立キュン×２学園　中等部」（2016年10月20日 - 、生テレ）

出演：虹香

### インターネット動画
GYAO!
- ライブトーク (司会：荘口彰久)
  - CHEERZ ライブトーク （2015年6月5日）- 新ユウユ
- Stand-Up! Hearts 「drawing Again」
- 矢口真里の火曜The NIGHT（2022年3月9日、ABEMA）- 小泉、柚木のみ

### 舞台
- 青空メロディーズ〜2nd melody〜（2024年7月24日 - 7月28日、新宿村LIVE） - 花京院桜子 役（橘のみ）[62]

## インタビュー記事等
Billboard JAPAN'
- 『CHEERZ HOUSE』夏奈子（東京CLEAR'S）青山玲奈（フラップガールズスクール）舞波和音（Stand-Up! Hearts）共同インタビュー 2015/09/03
- アフィリア・サーガ所属レーベルの研究生ユニット“Stand-Up! Hearts”来年のCDデビューへ向けて意気込み語る 舞波和音 2015/10/13
- 『CHEERZ HOUSE』新ユウユ（Stand-Up! Hearts）沢辺りおん（東京CLEAR'S）一ノ瀬みか（神宿）共同インタビュー 2015/11/06

ナタリー
- 「CHEERZ」特集 02 舞波和音
- 「CHEERZ」特集 05 新ユウユ
- Stand-Up! Heartsがイケてるハーツに改名 2015/11/22

Tokyo Girls’Update
- 「Japan Expo 2015 in Paris」
- 「Stand-Up!Hearts一周年記念ライブ」
- CHEERZ vol.4 新ユウユ 2015/9/15
- CHEERZ vol.5 越智かりん 2015/10/18

BARKS
- アイドル研究生「Stand-Up! Hearts」、JAPAN EXPOで初の海外遠征 2015/07/13
- 【ライブレポート】アフィリア・サーガの妹分Stand-Up! Hearts、涙のメジャーCDデビュー決定 2015/09/08

GirlsNews
- Stand-Up! Hearts CDメジャーデビュー決定で歓喜のワンマンライブ！ 2015/09/13
- アフィリア・サーガのリリイベでStand-Up! Heartsが改名を発表! 新しい名前はイケてる？ 2015/11/23

## 書籍
- BOMB
  - 2016年3月号(2016/2/9発売)
  - 2018年3月号(2018/2/9発売)

- CHERRZ BOOK
  - Vol.3(2015/06/01発行)
  - Vol.4(2015/08/22発行)
  - Vol.5(2015/11/10発行)
  - Vol.6(2016/01/15発行)

### フリーペーパー
- ヴィレッジヴァンガード （VVmagazine）
  - Vol.15 2015年10月号 新ユウユ（2015/10/01発行）
- アイドルスポット
  - iDolspot CHEERZ SPECIAL 新ユウユ（2015年9月30日発行）- 裏表紙：新ユウユ